# Murteni csata
A murteni csatát az Ósvájci Konföderáció és a Burgundi Hercegség vívta 1476. június 22-én. Az ütközetet a svájciak nyerték.
Merész Károly a grandsoni csata elvesztése után 22 ezres sereget szervezett, és 1476 májusában ismét megindult a svájciak ellen. Fő célpontja Bern kanton volt, de először Murten várát támadta meg, hogy lehetetlenné tegyen bármilyen, a serege mögül indított támadást. Az erődöt Adrian von Bubenberg, egy tapasztalt katona védte, aki 1500 berni katonával április 9-én érkezett az erődbe.
A burgundiaiak folyamatosan ágyúzták Murtent, és súlyosan megrongálták a falakat, de elfoglalni nem tudták, mert június 22-én megérkezett a svájci felmentő sereg. Támadása meglepte a szervezetlen burgundiaiakat, akik kevés ellenállást tanúsítottak, mielőtt menekülni kezdtek. A svájciak kegyelmet nem ismerve tízezer katonát mészároltak le.
A murteni csata után a Burgundiai Hercegség elvesztette egykori erejét. Az ütközet azonban nemcsak politikai, hanem katonai szempontból is fordulópont volt, előrejelezte a hadviselés megváltozását, a gyalogos csapatok felértékelődését és a nehézlovasság háttérbe szorulását.

## Előzmények

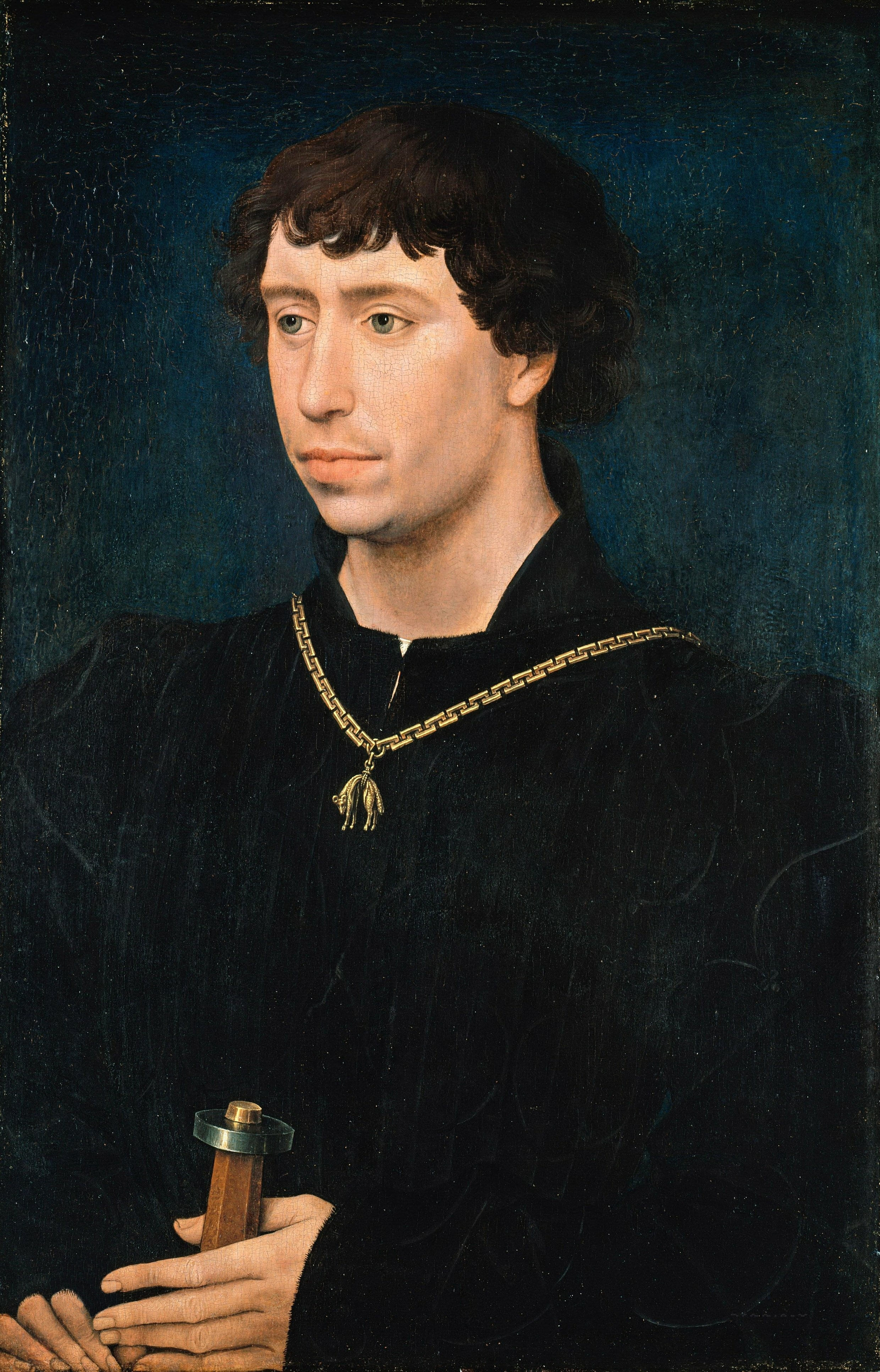
Merész Károly Rogier van der Weyden festményén

Az 1470-es évekre Merész Károly burgundi herceg Európa egyik legerősebb uralkodójává vált, aki folyamatos hadakozással igyekezett birodalma területét növelni. A Franciaország és a Német-római Birodalom közé beékelődött Burgundia erősen központosított monarchia volt. 1474-re ellenőrzése alá vonta Elzász és Franche-Comté tartományokat, valamint szövetséget kötött a Savoyai Hercegséggel, amely a Vaud régió vezető hatalma volt. A 15. században ezek a területek az Ósvájci Konföderáció határainál feküdtek, így a herceg kielégíthetetlen területi ambíciói fenyegetést jelentettek a svájciakra.
A herceg növekvő hatalma miatti félelmek hatására a svájci kantonok kölcsönös segítségnyújtásról írtak alá megállapodásokat, 1474. március 31-én pedig nyolc kanton kötött szövetséget. Október 25-én a konföderáció végrehajtó tanácsa (Tagsatzung) Luzernben találkozott, és kihirdette a háborút a Burgundiai Hercegség ellen. Az első nagyobb összecsapás Franche-Comté tartományban következett be, amikor a soraiban 7500 svájcit is tudó nemzetközi sereg megostromolta Hericourt városát. Merész Károly megpróbálta áttörni az ostromgyűrűt, de kudarcot vallott.
Az ellenségeskedés kitörése után, 1475-ben Bern kanton három hadjáratot indított a Savoyai Hercegség területe ellen, és sok más település és erődítmény mellett elfoglalta Grandson várát. Ezek az akciók Merész Károly érdekeit sértették, különösen a Nagy Szent Bernát-hágó savoyai ellenőrzésének elvesztése. Ezzel a herceg elvesztette a gyors utánpótlás lehetőségét. Miután 1475. november 30-án elfoglalta Nancyt, a svájci szövetség ellen fordult.
Merész Károly fő célja Bern volt, a vele szemben leginkább agresszív kanton. 1476 telén, nyugatról megindult Bern felé, és fontos erősségeket foglalt el. Seregei 1476 február közepén értek Grandson várához, amelynek védői február 28-án megadták magukat. A herceg valamennyiüket megöltette. Március 2-án megérkezett a svájci felmentő sereg, és egy kevés véráldozattal járó csatában megfutamította a burgundiaiakat. Bern, amely attól tartott, hogy Merész Károly később visszatér, megpróbálta meggyőzni a többi kantont, hogy üldözzék a menekülő burgundiaiakat, de a csapatok három-négy nap múlva hazaindultak, így a svájciak nem tudták kihasználni győzelmüket.

## Burgundiai támadás
Merész Károly Lausanne-ba vonult vissza, és megkezdte serege újraszervezését, hogy ismét megtámadja a svájciakat. A herceg utasította Dijont, Nancyt és Luxembourgot, hogy összes tüzérségi fegyverét küldje el. Megparancsolta a harangok és a réztárgyak beolvasztását, hogy új ágyúkat öntessen belőlük. A burgundiaiak szövetségesei – a Savoyai Hercegség, a Milánói Hercegség, a Velencei Köztársaság, Aragónia és a pápai állam – hamarosan pénzt, fegyvereket és csapatokat küldtek. Két hónap alatt a 19 ezres sereg létszáma 22 ezerre nőtt. Jöttek katonák Itáliából, a német területekről, Flandriából, Burgundiából, Angliából és a Lengyel Királyságból.
A különböző nemzetiségű csapatok között gyakoriak voltak a verekedések. Egy összecsapásban 125 német és itáliai zsoldos halt meg. A katonák brutálisan viselkedtek a civilekkel, sokakat meggyilkoltak, és úgy kifosztották és felégették a tábor környékét, hogy 30 kilométeres körben nem találtak ellátmányt. Habár Bern volt a fő célpont, Merész Károly először Murten várát támadta meg, hogy lehetetlenné tegyen bármilyen, a serege mögül indított támadást. Május 27-én a burgundiai had elindult a vár felé. A nagyjából 70 kilométeres utat 14 nap alatt tették meg a katonák, ami azt jelenti, hogy naponta mindössze öt kilométert haladtak.

## Az ostrom

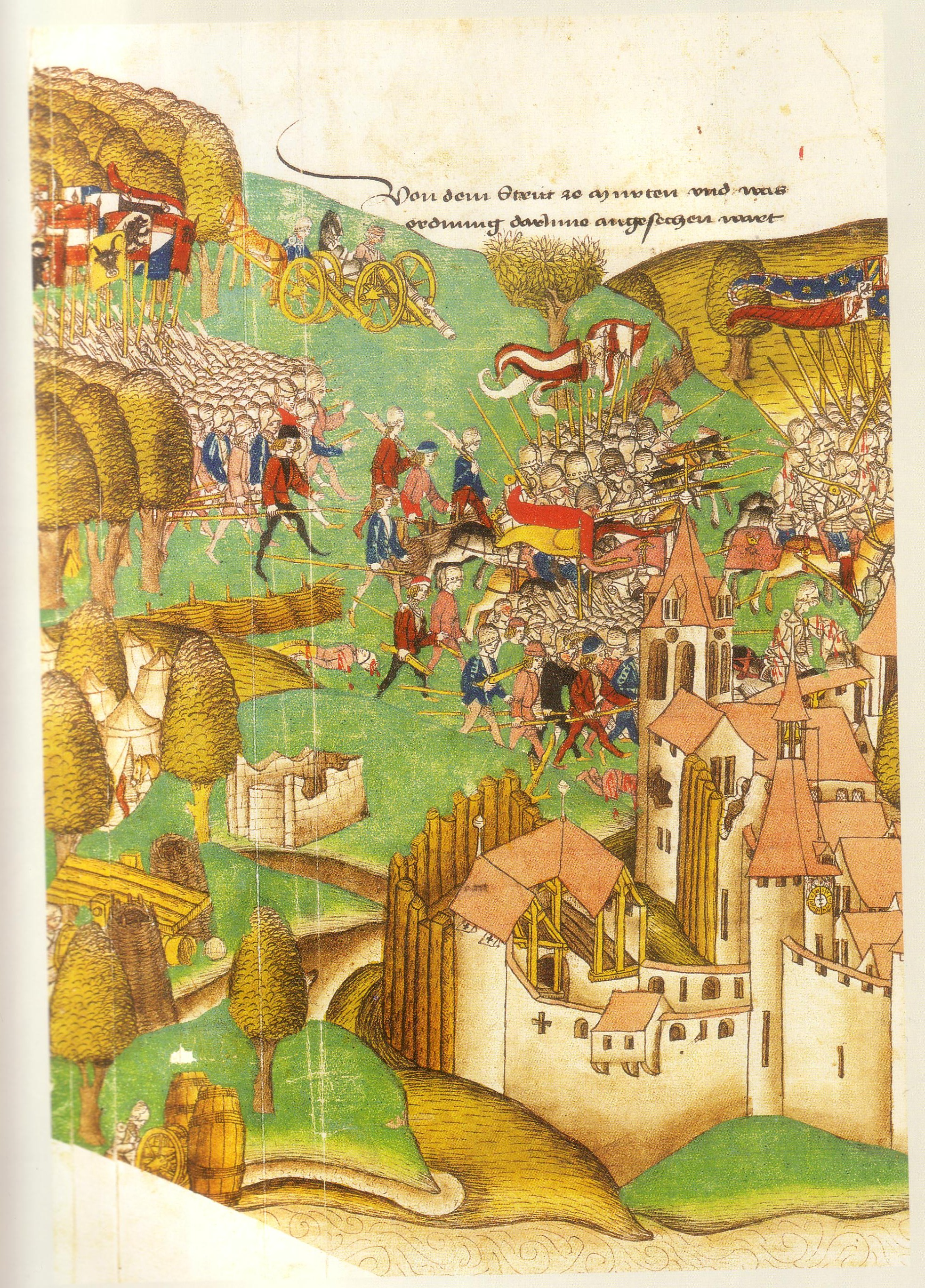
A csata ábrázolása 1480-84-ből

A burgundiaiak célpontja a Murteni-tó partján állt. Hajók hiányában Merész Károlynak nem volt lehetősége valamennyi oldaláról megtámadni, így az ostrom alatt a svájci utánpótlás és erősítés megközelíthette a várat a víz felől. A herceg kénytelen volt csapatait két részre osztaniː az egyik a megerősített várossal, a másik a svájci felmentő sereg lehetséges érkezési útvonalával szemben sorakozott fel. Ez viszont azt jelentette, hogy kedvezőtlen esetben csapatai csak a tó felé tudnak hátrálni. Június 9-én a támadók megkezdték az ostromot.
Murtent Adrian von Bubenberg, egy tapasztalt katona védte, aki 1500 berni katonával április 9-én érkezett az erődbe, amelynek számos tüzérségi eszköze és hosszú időre elegendő készlete volt. Bubenberg ellentmondást nem tűrő parancsnok volt, azokra, akik a megadás mellett foglaltak állást, halál várt. A berni katonák bástyákat és fedezékeket építettek a város két kapuja közelében. Budenberg, hogy katonáit folyamatos készenlétbe tartsa, utasítás adott a két kapu éjjel-nappali nyitva tartására az ostrom alatt. Parancsot adott arra is, hogy csapatai rendszeresen törjenek ki a várból, és rohanják meg az ostromlókat. Első alkalommal június 9-én, a burgundiaiak megérkezésekor csapott ki 250 svájci, és ötven támadót megölt.
Az ostrom alatt a burgundiaiak megadásra felszólító üzeneteket lőttek be nyílvesszővel a várba. „Parasztokǃ Adjátok fel a várost és a várat. (...) Hamarosan bevesszük a várost, foglyul ejtünk, majd a nyakatoknál fogva fellógatunk benneteket.”, figyelmeztették a védőket. A svájciak azonban, okulva Grandson ostromából, tudták, hogy a herceg akkor is megöleti őket, ha megadják magukat. Merész Károly egész pályafutása során ragaszkodott a megtorláshoz, ami megerősítette a várvédők kitartását. A herceggel tartó olasz küldött, Panigorola azt írta később, hogy Merész Károly „minden falut felégettetett a környéken (...), és minden elfogott svájcit felakasztatott.”
A támadók 400-500 méterre a falaktól, de a vár éjjel-nappal tüzelő ágyúinak hatótávolságán belül táboroztak. A herceg ugyan parancsot adott arra, hogy katonái vonuljanak közel a kapukhoz, a folyamatos tüzérségi tűz azonban távol tartotta őket. Az ostromlók árkok ásásába fogtak, hogy a katonák a tüzérségtől védetten közelíthessék meg a falakat. A burgundiai tüzérség nagy kaliberű lövegei csak június 11-én érkeztek meg, addig csak a kisebb károkat okozó fegyverekből tüzeltek. A nagy ágyúknak mindössze négy lövésre volt szükségük ahhoz, hogy a várost körülvevő fal egyik tornyát lerombolják. A védők éjszakánként megpróbálták kijavítani a megrongált falakat, de az ágyúk egyre nagyobb károkat okoztak. A védők június 12-én hetven becsapódott lövedéket számoltak meg.
Merész Károly június 18-án éjjel rohamot indított az egyik lerombolt fal ellen. A burgundiaiak létrákkal megrohanták a réseket, de a svájciak 200-1000 támadót megölve kitartottak. A védők másnap üzenetet küldtek Bernbe, jelezve, hogy nagyon nehéz helyzetben vannak.

## A felmentő sereg
A svájci kantonok tisztában voltak azzal, hogy szabadságuknak ára van, és ezt készek voltak vállalni. A hadsereg Bern közelében gyülekezett. Érkeztek csapatok Unterwaldenből, Luzernból, Uriból, Schwyzből, Bázelből, Fribourgból, Solothurnból, Bielből, Zugból, Glarusból, többségük éjjel-nappal gyalogolt, hogy időben Murtenbe érjen. Jöttek lovagok Strasbourgból és Elzász más településeiről, gyalogosok Sankt Gallenből és Zürichből. Az utóbbi város kétezer fős, Hans Waldmann által vezetett alakulatát nélkülözhetetlennek tartották a szövetség vezetői, így a felmentő sereg csak érkezésük után, június 21-én indult meg a gtimmeneni hídtól. A zürichiek három nap alatt több mint 130 kilométert tettek meg gyalog. A legnagyobb kontingenst a leginkább érintett Bern adta a seregbe, 6300 embert. A had nagyjából 24 ezer gyalogosból állt.
A burgundiaiak sáncot építettek, hogy megállítsák a Bern felől érkező esetleges svájci seregeket. Árkokat ástak, palánkokat emeltek és a becslések szerint 100-150 ágyút állítottak fel. Merész Károly abban bízott, hogy az ágyúk tüze és az íjászok megtörik a svájci előrenyomulást, mielőtt elérnék a sáncot. A svájciak úgy tervezték, hogy június 22-én szombaton indítják meg a támadást, a keresztény naptár szerinti tízezer lovag napján.

## Az ütközet

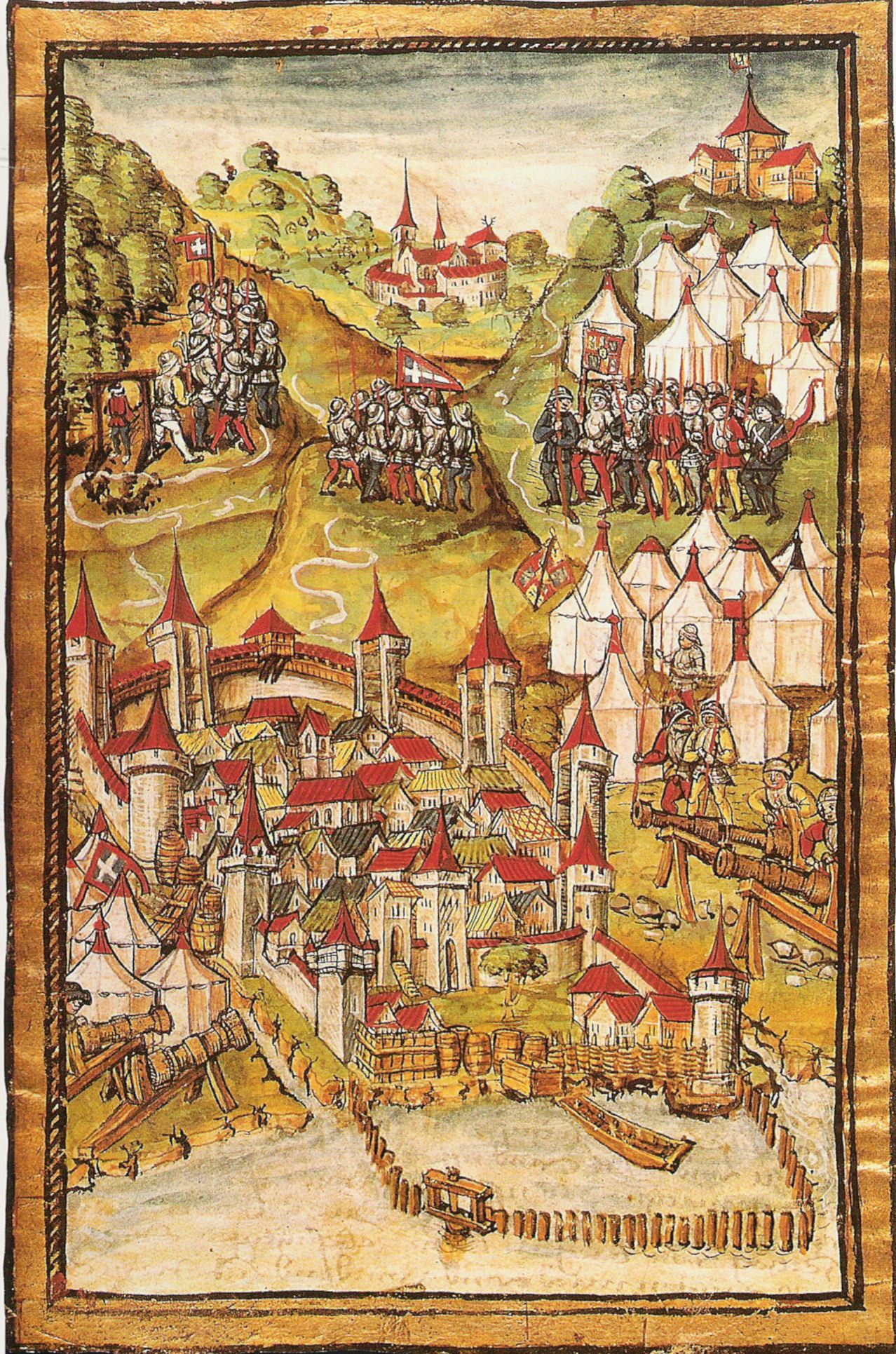
Diebold Schilling csataábrázolása

A különböző egységek parancsnokai a csata reggelén haditanácsot tartottak, majd Wilhelm Herter csatarendbe állította az egységeket. A seregnek, a svájci gyakorlat és hagyomány szerint valószínűleg nem volt főparancsnoka. Az egységek parancsnokaitól elvárták, hogy embereik élére álljanak, és végrehajtsák, amivel megbízták őket.
A svájciak három nagyobb hadtestet, Vierecket (négyszöget) állítottak fel. Ez volt a svájci katonai rendszer alapja. A katonák négyszöget alkottak, amelynek minden oldalán több sor lándzsás állt. Ők fogták fel a lovasság rohamát hat méter hosszú fegyvereikkel. A falanx közepén az alabárdosok és a muskétások helyezkedtek el, akik az egység bármely részén ki tudtak rontani, és közelharcba kezdeni az ellenséggel.
Az előőrs nagyjából ötezer katonából állt, főleg Bernből, Fribourgból és Schwyzból. Az első sorokban valószínűleg a berniek, a leginkább motivált katonák álltak. A centrumban az alabárdosok és a számszeríjászok helyezkedtek el, őket minden irányból lándzsások sorai védték. Az 1500, elsősorban elzászi lovagból álló nehézlovasságot Hans von Hallwyl, a harcedzett berni katona vezette. A középső négyzet tízezer emberből állt. Ennek közepén vitték a svájci államok zászlóit, amelyeket egy ezerfős egység védelmezett. A hátvédet a luzerni Kaspar von Hertenstein vezette, felépítése hasonló volt a másik kettőéhez.
Éjszaka heves vihar volt Murtennél, és a burgundiaiak úgy gondolták, hogy a svájciak nem fognak támadni. A konföderáció katonái azonban az éjszakai felhőszakadásban átvágtak az erdőn, és kora délután, ragyogó napsütésben érkeztek meg. Merész Károly súlyos hibát követett el, amikor megengedte embereinek, hogy reggel a táboraikban maradjanak, így a sáncon nem volt elég katona, amikor a konföderáció serege megindult ellene. A herceg elkövette azt a hibát is, hogy nem deríttette fel rendesen a közeledő ellenséget és lassan reagált, amikor megérkezett a hír a svájciakról. Merész Károly csak akkor rendelte katonáit állásaikba, amikor a svájci előőrs kibukkant az erdőből. Sok katona még a páncélját öltötte magára, amikor az első támadók elérték a burgundiai védelmi vonalat. Maga az uralkodó is csak lassan öltözött és szállt lóra. Mire elkészült, a katonái már menekültek.
Az előőrs, szárnyain a lovasokkal, megállt egy rövid időre, rendezte sorait. Az osztrák lovasok vezetője, látva a megerősített burgundi sáncot, azt javasolta, hogy alakítsanak ki védelmi vonalat a szekerekből, és várják be az ellenség támadását. A zürichi Felix Keller ezt azonnal visszautasította, és azt mondta, hogy „Isten velünk van a világ ellenǃ (...) Előreǃ Gondoljatok a feleségetekre és a gyerekeitekreǃ Fiatalok, gondoljatok a szerelmetekreǃ Ne engedjétek, hogy a züllött és istentelen ellenség kezébe kerüljenekǃ”  A konföderáció ezután a burgundiai ágyúk tüzében megindult a sánc felé. A záporozó lövedékek nyílásokat vágtak a négyzetbe és a lovasok között.
Egy szemtanú, Petermann Etterlin később azt írta, látott olyan lovagokat, akiket kettévágtak a lövedékek, úgy, hogy „a testük felső része leszakadt, az alsó pedig a nyeregben maradt. Másoknak a fejét tépte le ugyanígy a golyó ”. A rettenetes látvány ellenére a svájci veszteség relatíve kicsi volt. A konföderációsok gyorsan feltöltötték a falanx réseit, és folytatták az előrenyomulást. Ráadásul a tűzfegyverek újratöltése nehéz és időigényes volt, így nem állíthatták meg a svájciakat. Az előőrs és a fő négyzet a sánc leggyengébb pontját célozta meg, ahol a ki- és bejárást biztosító út átvezetett rajta. Ez az átjáró azonban keskeny volt, három-négy ló fért át csak rajta egymás mellett.

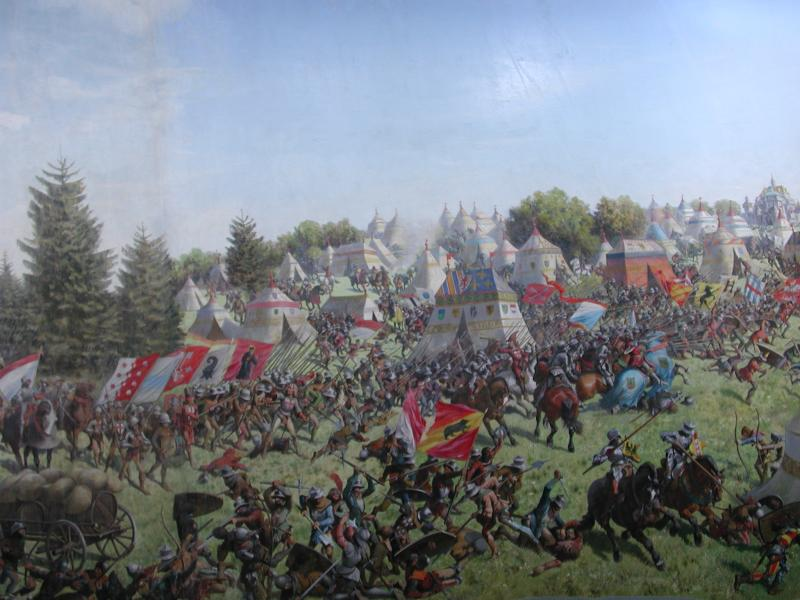
Louis Braun 1893-as festménye a svájci rohamról

Amikor a svájciak közel értek a sánchoz, a burgundiai lovasok ellentámadást indítottak, de túl kevesen voltak ahhoz, hogy a csata menetén érdemben változtatni tudjanak, és mindössze 10-12 svájcit tudtak megölni. A támadók elözönlötték a sáncot, és levágták a tüzéreket, majd átküzdötték magukat a jóval kisebb létszámú védőseregen. A burgundiai lovasok tettek még egy kísérletet a támadás megállítására, de akciójuk elbukott. A murteni védők kirohantak a várból, és rárontottak a burgundiai utóvédre. A herceg serege hamarosan darabjaira hullott, és a katonák menekülni kezdtek. A svájciak nem adtak kegyelmet, mindenkit megöltek, akit csak tudtak. A burgundiaiak kétségbeesve próbáltak életben maradni. Panigarola látott olyan katonákat, akik eldobták a sisakjukat, lefeküdtek a földre, karjaikat keresztbe tették, hogy megmutassák, milyen könnyű őket megkötözni és foglyul ejteni. A svájciak valamennyiüket legyilkolták. Sok burgundiainak nem volt más választása, mint behátrálni a Murteni-tóba.
Voltak, akik addig hátráltak, amíg a víz elérte az állukat, és onnan könyörögtek az életükért. A svájciak mindenkit meggyilkoltak, akit elértek a partról, aztán csónakokba szálltak, és azokból ölték a burgundiaiakat. Sokan a vízbe fulladtak, miközben hasztalanul igyekezetek megmenekülni. Mások felkapaszkodtak a diófákra, őket, ha elérték, lándzsákkal, alabárdokkal kaszabolták le, a magasabban rejtőzködőket pedig muskétákkal lőtték le. Néhányan egy pék kemencéjébe bújtak, mások házakban, kunyhókban rejtőztek el, de a svájciak rájuk gyújtották az épületeket. A mészárlást csak a herceg seregében lévő nők élhették túl, ha nemi szervük és mellük felfedésével igazolták nemüket.
A csata után a svájciak kihalászták a holttesteket a tóból, majd a szárazföldön legyilkoltakkal együtt két nagy gödörbe temették. Később a csontokat kiemelték, és egy osszáriumban helyezték el. Pontosan nem tudni, hányan haltak meg a csatában. A legpontosabb becslésnek a tízezer burgundiai halott tűnik, míg a svájci veszteség nem érte el az ötszázat. Merész Károly túlélte a csatát, sikerült elmenekülnie Gexbe.

## Következmények
A herceg nem vesztette el optimizmusát, újabb hadjáratot tervezett, de korábbi szerencséje nem tért vissza. A svájciak teljesen elvágták szövetségesétől, a Savoyai Hercegségtől, elvesztette Vaudot, és hadserege soha nem érte el újra murteni létszámát. 1477 januárjában Merész Károly ismét ostromot indított Nancy ellen, de január 5-én a svájciakkal megerősített koalíciós sereg legyőzte csapatait, és a herceg életét vesztette a csatatéren. Holttestét csak napokkal később találták meg meztelenül, arcának egy részét letépték a ragadozók. Burgundia hamarosan elvesztette önállóságát.
A murteni csata nemcsak politikai, hanem katonai szempontból is jelentős esemény volt. Előrejelezte a hadviselés megváltozását, a gyalogos csapatok felértékelődését, a nehézlovasság háttérbe szorulását. Hans Delbriick hadtörténész állítása szerint Murten a katonai taktikában a legjelentősebb fordulatot Murten hozta a marathóni csata óta.